# Mercè Foradada
Mercè Foradada (Villanueva y Geltrú, Barcelona; 1947) es una escritora española que ejerció durante su vida profesional de profesora de lengua catalana. En su corpus creativo, los personajes principales son mujeres.
Su primera obra publicada fue En el prestatge y se editó en 2002, después de ganar el premio Don.na 2001 con la novela. Esta primera obra, según reconoció la autora, tiene algunos rasgos autobiográficos y aborda la figura de una mujer que tiene que enfrentarse a un cambio en su vida tras superar los 50 años. Posteriormente, en 2003, publicó su obra narrativa Velles, amb V de vida con edicions 62 y profundiza en los recuerdos de la vida de diez ancianas.
Foradada publicó Bruixes con Cossetània Edicions el 2011 y fue premiada con el 23 premio Sebastià Juan Arbó concedido por el Ayuntamiento de San Carlos de la Rápita. El libro es un alegato de la libertad de espíritu. El argumento tiene como base la caza de brujas en el sigle XVII i en los niños robados por el franquismo, y la historia se explica a través de las dos mujeres protagonistas: la Segimona, una curandera hace siglos y Pilar, una abogada de la actualidad.

## Obras[1]
Novela
- 2002: En el prestatge. Barcelona: Edicions 62
- 2005: Centaures. Valls: Cossetània Ed.
- 2011: Bruixes. Valls: Cossetània Ed.
- 2013: La Casa verda. Barcelona: Saldonar
- 2016: Estimades Zambrano. Barcelona: Saldonar
- 2018: Perles cultivades. Barcelona: Saldonar
- 2021: L'amor quiet. Barcelona. Saldonar

Narrativa
- 2003: Velles amb V de vida. Barcelona: Edicions 62
- 2014: Com una reina. Barcelona: Saldonar

Investigación y divulgación
- 2010: Vilanovines; De l'arxiu a l'evocació. [Valls]: Cossetània.

Contes
- 2008: Nosaltres, els cavalls i els Tres Tombs. [Vilanova i la Geltrú] : Associació dels Tres Tombs